# Operazione Ivy Bells
L'Operazione Ivy Bells è stata una missione congiunta tra Marina Militare Americana, CIA (Central Intelligence Agency) e NSA (National Security Agency), il cui obiettivo era quello di piazzare microspie sulle linee di comunicazioni sott'acqua dell'Unione Sovietica durante la Guerra Fredda.

## Contesto
Durante la Guerra Fredda, gli Stati Uniti ebbero sempre interesse ad imparare di più sui sottomarini sovietici e sulla loro tecnologia missilistica, specialmente su ICBM e su armi nucleari deputate al "First Strike". 
Nei primi anni '70 il governo americano scoprì l'esistenza di un cavo di comunicazione sommerso nel Mare di Ochotsk, che collegava la maggiore base navale sovietica del Pacifico di Petropavlovsk, in Kamčakta al quartier generale della flotta sovietica del pacifico a Vladivostok. A quel tempo le acque del Mare di Ochotsk erano considerate, dall'Unione Sovietica, acque territoriali, con il risultato che erano estremamente "off limits" per imbarcazioni straniere. L'Unione Sovietica aveva inoltre installato una rete di dispositivi di rilevazione suoni sul fondo marino per intercettare possibili intrusi. Inoltre, nell'area vi erano spesso esercitazioni militari sia in superficie che sott'acqua.

## Installazione
Nonostante questi ostacoli, il potenziale di un colpo di Stato di intelligence era considerato troppo grande per essere ignorato. Nell'ottobre del 1971, quindi, gli Stati Uniti modificarono a tal proposito il sottomarino USS Halibut e lo mandarono verso le acque del Mare di Ochotsk. I fondi per il progetto vennero reperiti dirottando fondi destinati al programma DSRV (Deep-submergence rescue vehicle), con sottomarini modificati con falsi dispositivi DSRV installati, che erano i primi Diver Lockouts, scialuppe di salvataggio per gli equipaggi dei sottomarini. Sommozzatori dello USS Halibut trovarono il cavo a 120 metri di profondità e installarono un dispositivo di 6,1 metri di lunghezza che fu avvolto attorno al cavo e la cui funzione era quella di intercettare le comunicazioni che passavano per esso. Questo dispositivo era stato realizzato in modo da staccarsi nel caso in cui i sovietici avessero dovuto portare in superficie il cavo per ripararlo.
La missione di intercettazioni del cavo sommerso sovietico era così segreta che molti marinai coinvolti non ebbero l' "Autorizzazione di Sicurezza" e quindi non potevano sapere di questa missione ben secretata. La copertura per la missione fu che la missione prevedeva il recupero di detriti di un missile anti-navi supersonico sovietico, il SS-N-12 Sandbox, in modo da poter sviluppare contromisure adatte.
Nonostante fosse una copertura, questi detriti vennero effettivamente recuperati con successo, con più di 2 milioni di pezzi recuperati. Tutto ciò fu poi portato in laboratori statunitensi per essere analizzato.

## Utilizzo delle microspie
Ogni mese, i sommozzatori americani recuperavano e sostituivano le spie del dispositivo attaccato al cavo. Le registrazioni venivano mandate all'NSA e poi sparse per le varie agenzie di sicurezza americane. Le prime registrazioni rivelarono che i sovietici erano così sicuri della sicurezza del cavo sottomarino che le conversazioni effettuate non venivano crittografate. L'intercettazione di conversazioni tra ufficiali della Marina Sovietica fornirono informazioni dal valore unico sulle operazioni navali a Petropavlovsk, la base di sottomarini nucleari primaria della flotta sovietica del Pacifico, dove si trovavano missili balistici nucleari come gli Yankee e i Delta. 
Ulteriori microspie vennero poi installate in altre linee di comunicazione sovietiche nel resto del mondo, con strumenti sempre più avanzati sviluppati dai laboratori dell'AT&T, tra cui dispositivi alimentati da generatori termoelettrici a radioisotopi che potevano contenere dati per un anno intero. Altri sottomarini usati per la missione furono lo USS Parche (SSN-683), lo USS Richard B.Russell (SSN-687), lo USS Seawolf (SSN-575). Lo Seawolf fu quasi perso durante una delle sue missioni, quando arrivò vicino ad usare cariche di auto-distruzione a causa di una tempesta che lo lascio incagliato sul fondo.

## Compromissione della missione
La missione venne compromessa da un dipendente della NSA, il 44enne Ronald Pelton, che parlava fluentemente il russo. Pelton, al tempo, aveva un debito da saldare di 65.000 dollari (204.000 dollari odierni) e aveva dichiarato bancarotta personale circa tre mesi prima di dimettersi dal suo posto alla NSA. Con solamente alcune centinaia di dollari sul conto, nel gennaio del 1980 Pelton si recò all'Ambasciata Sovietica di Washington D.C per offrire ai sovietici ciò che sapeva, in cambio di denaro.
Pelton non passò alcun documento ai sovietici, vista la sua grande memoria visiva. Tra il 1980 e il 1983 ricevette 35.000 dollari l'anno dal KGB per le informazioni che possedeva, e per l'Operazione Ivy Bells ricevette 5.000 dollari. I sovietici, scoperta la missione, non agirono subito. Nel 1981, però, immagini satellitari mostrarono navi da guerra sovietiche sopra la zona di intercettazione nel Mare di Ochotsk. Lo USS Parche venne inviato a recuperare il dispositivo ma i sommozzatori americani non riuscirono a trovarlo, e si stabilì che i sovietici dovevano averlo recuperato. Nel luglio del 1985 Vitalij Yurčenko, un colonnello del KGB che era stato il contatto principale di Pelton a Washington disertò negli Stati Uniti e fornì informazioni che aiutarono gli americani ad arrestare Pelton. 
Nel 1999 il dispositivo americano recuperato dai sovietici venne messo in esposizione al Museo della Grande Guerra Patriottica di Mosca.